# Stenus cruentus
Stenus (Stenus) cruentus – gatunek chrząszcza z rodziny kusakowatych i podrodziny myśliczków (Steninae).
Gatunek ten został opisany w 1939 roku przez L. Benicka na podstawie okazu odłowionego nad brzegiem Rio Reventazón.
Ciało długości 3,6 mm, czarne. Głaszczki rudożółte. Czułki czerwonobrązowe. Odnóża rudożółte z lekko przyciemnionymi stawami i lekko zbrązowiałymi wierzchołkami członów stóp. Każda pokrywa ze średniej wielkości okrągłą plamką. Głowa i przedplecza raczej grubo punktowane i umiarkowanie błyszczące. Głowa nieco szersza od pokryw. Przedplecze trochę dłuższe niż szersze, nieco przed środkiem najszersze, ku przodowi wysklepione, jego tylna krawędź nieco krótsza od przedniej. Pokrywy kwadratowe, wzdłuż szwu dłuższe od przedplecza. Owłosienie odwłoka umiarkowanie gęste. Boki odwłoka umiarkowanie silnie obrzeżone. Samiec ma wycięcie na szóstym sternicie trójkątne, a piąty sternit z karbem.
Chrząszcz neotropikalny, znany wyłącznie z Kostaryki.